# Larinia mandlaensis
Larinia mandlaensis – gatunek pająka z rodziny krzyżakowatych.
Gatunek ten opisany został po raz pierwszy w 2005 roku przez U.A. Gajbe na łamach „Records of the Zoological Survey of India”. Jako miejsce typowe wskazano wieś Narayanganj w dystrykcie Mandla w Indiach. Epitet gatunkowy odnosi się do lokalizacji typowej.
Pająk ten osiąga 8,3 mm długości ciała przy karapaksie długości 3,8 mm i szerokości 2,5 mm oraz opistosomie (odwłoku) długości 5 mm i szerokości 2,1 mm. Karapaks jest rudozielony z czarną podłużną przepaską śródgrzbietową rozpoczynającą się za tylno-środkową parą oczu. Oczy pary przednio-bocznej leżą znacznie bardziej z tyłu niż przednio-środkowej, a tylno-bocznej nieco bardziej z tyłu niż tylno-środkowej. Oczy par środkowych rozmieszczone są na planie ponad trzykrotnie szerszego niż długiego, węższego na przedzie trapezu. Przysadziste, brązowawe szczękoczułki mają dwa zęby na krawędziach przednich. Niewiele dłuższe niż szersze szczęki mają jasnobrązowe zabarwienie. Tak długa jak szeroka warga dolna jest również jasnobrązowa. Sternum jest podługowato-sercowate ze spiczastym tyłem, ciemnawe z rozjaśnieniem pośrodku. Odnóża są rudozielone. Opistosoma sterczy ku przodowi ponad karapaksem. Jej wierzch jest srebrzystobiały z czarną przepaską podłużną przez środek całej długości oraz parą jasnoczerwonych przepasek podłużnych na bokach. Spód jest jednobarwny, nieco od wierzchu jaśniejszy.
Pajęczak orientalny, endemiczny dla Indii, znany tylko ze stanu Madhya Pradesh.